# Shannonomyia (Shannonomyia) subumbra
Shannonomyia (Shannonomyia) subumbra is een tweevleugelige uit de familie steltmuggen (Limoniidae). De soort komt voor in het Neotropisch gebied.